# División de Honor Plata femenina de balonmano 2019-20
La División de Honor Plata femenina de Balonmano 2019-20 es una temporada de la competición de liga de la segunda categoría del balonmano femenino en España, la División de Honor Plata Femenina de Balonmano.

## Equipos

### Grupo A
| Equipo                              | Localidad  | Estadio                                        |
| ----------------------------------- | ---------- | ---------------------------------------------- |
| BM Tejina Tenerife                  | Tenerife   | IES Antonio González de Tejina                 |
| Rodríguez Cleba                     | León       | Palacio Municipal de los Deportes              |
| Balonmano San José Obrero Lanzarote | Lanzarote  | Pabellón Municipal de Titerroy                 |
| Club Balonmano Gijón                | Gijón      | Pabellón de Deportes La Tejerona               |
| Lanzarote - Puerto del Carmen       | Lanzarote  | Pabellón Municipal de Tías                     |
| A.D. Carballal                      | Vigo       | Pabellón Municipal Carballal                   |
| SAR Rodavigo                        | Redondela  | Pabellón Municipal de Redondela A Marisma      |
| BM Palencia Turismo                 | Palencia   | Pabellón Mariano Haro                          |
| Comercial Ulsa Hand Vall Valladolid | Valladolid | Polideportivo Gonzalo de Berceo                |
| Lanzarote Zonzamas                  | Lanzarote  | Pabellón Municipal de San Bartolomé            |
| Oviedo Balonmano Femenino           | Oviedo     | Polideportivo Municipal Florida Arena          |
| CDEC Lavadores Vigo                 | Vigo       | Pabellón Municipal de Lavadores                |
| Siero Deportivo Balonmano           | Siero      | Nuevo Polideportivo Municipal de Pola de Siero |
| Rubensa BM Porriño                  | Porriño    | Pabellón Municipal de Porriño                  |

### Grupo B
| Equipo                                 | Localidad       | Estadio                                              |
| -------------------------------------- | --------------- | ---------------------------------------------------- |
| Loizaga Construcciones Castro Urdiales | Castro-Urdiales | Polideportivo Municipal de Castro-Urdiales           |
| Omega Peripherals Basauri              | Basauri         | Polideportivo Artunduaga                             |
| Unizar Dominicos                       | Zaragoza        | Pabellón Deportivo Municipal de Salduba              |
| Schär Zaragoza                         | Zaragoza        | CDM Siglo XXI                                        |
| Gurpea Beti-Onak                       | Villava         | Polideportivo Municipal Hermanos Induráin            |
| Lagunak                                | Barañáin        | Polideportivo Municipal de Barañáin                  |
| Grafometal La Rioja                    | Logroño         | Pabellón Usos Múltiples Lobete                       |
| Atlántico Pereda                       | Santander       | Pabellón Municipal Numancia                          |
| Club Balonmano San Adrián              | Bilbao          | Polideportivo El Fango                               |
| Kukullaga Etxebarri                    | Echévarri       | Polideportivo Municipal de Etxebarri Udal Kiroldegia |
| Aiala Zarautz Z.K.E.                   | Zarauz          | Aritzbatalde Udal Kiroldegia                         |
| Ermuko Errotobarri EKE                 | Ermua           | Polideportivo Miguel Ángel Blanco                    |
| BM Loyola                              | Pamplona        | Polideportivo Colegio San Ignacio                    |
| El Pendo Camargo                       | Camargo         | Pabellón Juan Herrera                                |

### Grupo C
| Equipo                            | Localidad              | Estadio                                  |
| --------------------------------- | ---------------------- | ---------------------------------------- |
| BM Castellón                      | Castellón              | Pabellón Fernando Ubeda Mir              |
| Handbol Sant Vicenç               | San Vicente dels Horts | Polideportivo Municipal Sant Josep       |
| Handbol Sant Quirze               | San Quirico del Vallés | Polideportivo Municipal Sant Quirze      |
| Grupo USA Handbol Mislata         | Mislata                | Pabellón Polideportivo La Canaleta       |
| Handbol Sant Joan Despí           | Sant Joan Despí        | Polideportivo Salvador Gimeno            |
| Club Balonmano Morvedre           | Sagunto                | Pabellón René Marigil                    |
| Club Balonmano Femenino Elda      | Elda                   | Polideportivo Ciudad de Elda             |
| Jesmon BM Leganés                 | Leganés                | Polideportivo Olimpia                    |
| Club Balonmano La Roca            | La Roca del Vallès     | Pabellón nuevo de La Roca                |
| BFIT ANTS Muchoticket Puchi       | Puig d'en Valls        | Polideportivo Municipal de Santa Eulalia |
| CH Amposta                        | Amposta                | Pabellón Polideportivo Municipal         |
| Joventut Handbol Mataró           | Mataró                 | Pabellón Teresa María Roca i Vallmajor   |
| Club Handbol Gavà                 | Gavá                   | Pabellón Jacme March                     |
| Club Deportivo Agustinos Alicante | Alicante               | Pabellón Pitiu Rochel                    |

### Grupo D
| Equipo                                       | Localidad                  | Estadio                               |
| -------------------------------------------- | -------------------------- | ------------------------------------- |
| Adesal Córdoba                               | Córdoba                    | Sala de la Fuensanta                  |
| Senator Hoteles BM Roquetas Bahía de Almería | Roquetas de Mar            | Pabellón Municipal Infanta Cristina   |
| Ikersa Urci Almería                          | Almería                    | Pabellón Moisés Ruiz                  |
| Academia Óptima Rincón Dental Málaga Norte   | Málaga                     | Ciudad Deportiva de Carranque         |
| Santagadea Sport BM Sanse                    | San Sebastián de los Reyes | Pabellón Valvanera                    |
| Vino Doña Berenguela BM Bolaños              | Bolaños de Calatrava       | Pabellón Macarena Aguilar             |
| Club Balonmano Getasur                       | Leganés                    | Polideportivo Alhondiga Sector III    |
| UCAM Balonmano Murcia                        | Murcia                     | Pabellón San Basilio                  |
| Soliss BM Pozuelo de CVA                     | Pozuelo de Calatrava       | Pabellón Las Espartanas               |
| Ikasa BM Madrid                              | Madrid                     | CDM Duet Francisco Fernández Ochoa    |
| Fuengirola un Sol de Ciudad                  | Fuengirola                 | Complejo Deportivo Municipal Elola    |
| Balonmano Universidad de Granada             | Granada                    | Pabellón Universitario de Fuentenueva |
| Madrid Base Villaverde                       | Madrid                     | CDM Plata y Castañar                  |
| BM Servigroup Benidorm                       | Benidorm                   | Palacio de deportes Isla de Benidorm  |

## Clasificación del Grupo A
|                                                                     |                                     | Últimos | Puntos | J  | G  | E | P  | GF  | GC  | DIF  |
| ------------------------------------------------------------------- | ----------------------------------- | ------- | ------ | -- | -- | - | -- | --- | --- | ---- |
| 1                                                                   | Balonmano San José Obrero Lanzarote | GG---   | 38     | 23 | 19 | 0 | 4  | 729 | 635 | 94   |
| 2                                                                   | Oviedo Balonmano Femenino           | GG---   | 38     | 23 | 19 | 0 | 4  | 617 | 452 | 165  |
| 3                                                                   | Lanzarote-Puerto del Carmen         | GG---   | 37     | 22 | 18 | 1 | 3  | 660 | 527 | 133  |
| 4                                                                   | Rodriguez Cleba                     | GG---   | 37     | 23 | 18 | 1 | 4  | 691 | 567 | 124  |
| 5                                                                   | Comercial Ulsa Hand Vall            | GG---   | 29     | 23 | 14 | 1 | 8  | 679 | 648 | 31   |
| 6                                                                   | A. D. Carballal Balonmano           | GP---   | 26     | 23 | 13 | 0 | 10 | 625 | 613 | 12   |
| 7                                                                   | Lanzarote Zonzamas                  | PP---   | 24     | 22 | 12 | 0 | 10 | 611 | 576 | 35   |
| 8                                                                   | Sar Rodavigo                        | PP---   | 20     | 23 | 10 | 0 | 13 | 617 | 616 | 1    |
| 9                                                                   | Rubensa BM Porriño                  | PG---   | 20     | 22 | 10 | 0 | 12 | 557 | 573 | -16  |
| 10                                                                  | CDEC Lavadores Vigo                 | PP---   | 18     | 23 | 9  | 0 | 14 | 604 | 621 | -17  |
| 11                                                                  | Balonmano Gijón                     | PP---   | 10     | 23 | 5  | 0 | 18 | 553 | 638 | -85  |
| 12                                                                  | BM. Tejina Tenerife                 | GP---   | 9      | 23 | 4  | 1 | 18 | 472 | 629 | -157 |
| 13                                                                  | Club Balonmano Palencia             | PG---   | 6      | 22 | 3  | 0 | 19 | 502 | 685 | -183 |
| 14                                                                  | Siero Deportivo Balonmano           | PP---   | 6      | 23 | 3  | 0 | 20 | 575 | 712 | -137 |
| Fuente: Federación Española de Balonmano (actualización automática) |                                     |         |        |    |    |   |    |     |     |      |

## Clasificación del Grupo B
|                                                                     |                                | Últimos | Puntos | J  | G  | E | P  | GF  | GC  | DIF  |
| ------------------------------------------------------------------- | ------------------------------ | ------- | ------ | -- | -- | - | -- | --- | --- | ---- |
| 1                                                                   | Atlántico Pereda               | GG---   | 42     | 23 | 21 | 0 | 2  | 686 | 475 | 211  |
| 2                                                                   | Grafometal La Rioja            | GG---   | 40     | 22 | 20 | 0 | 2  | 617 | 452 | 165  |
| 3                                                                   | Gurpea Beti-Onak               | GG---   | 36     | 23 | 17 | 2 | 4  | 571 | 499 | 72   |
| 4                                                                   | Aiala Zarautz Z. K. E.         | GP---   | 30     | 22 | 15 | 0 | 7  | 567 | 484 | 83   |
| 5                                                                   | Ermuko Errotabarri EKE         | GP---   | 30     | 23 | 15 | 0 | 8  | 583 | 517 | 66   |
| 6                                                                   | Kukullaga Etxebarri            | PP---   | 24     | 23 | 12 | 0 | 11 | 594 | 539 | 55   |
| 7                                                                   | Unizar Dominicos               | PP---   | 24     | 23 | 11 | 2 | 10 | 572 | 585 | -13  |
| 8                                                                   | Club Balonmano San Adrian      | PG---   | 19     | 23 | 8  | 3 | 12 | 567 | 614 | -47  |
| 9                                                                   | Omega Peripherals Basauri      | GG---   | 19     | 23 | 9  | 1 | 13 | 557 | 569 | -12  |
| 10                                                                  | Loizaga Const. Castro-Urdiales | PG---   | 16     | 23 | 7  | 2 | 14 | 554 | 606 | -52  |
| 11                                                                  | Lagunak                        | GP---   | 16     | 23 | 7  | 2 | 14 | 517 | 587 | -70  |
| 12                                                                  | Schär Zaragoza                 | PP---   | 12     | 23 | 6  | 0 | 17 | 507 | 627 | -120 |
| 13                                                                  | El Pendo Camargo               | PG---   | 11     | 23 | 5  | 1 | 17 | 470 | 591 | -121 |
| 14                                                                  | BM. Loyola                     | PP---   | 1      | 23 | 0  | 1 | 22 | 430 | 647 | -217 |
| Fuente: Federación Española de Balonmano (actualización automática) |                                |         |        |    |    |   |    |     |     |      |

## Clasificación del Grupo C
|                                                                     |                                   | Últimos | Puntos | J  | G  | E | P  | GF  | GC  | DIF |
| ------------------------------------------------------------------- | --------------------------------- | ------- | ------ | -- | -- | - | -- | --- | --- | --- |
| 1                                                                   | Club Balonmano Morvedre           | GG---   | 46     | 23 | 23 | 0 | 0  | 715 | 500 | 215 |
| 2                                                                   | Balonmano Castellón               | PP---   | 35     | 23 | 17 | 1 | 5  | 634 | 558 | 76  |
| 3                                                                   | Handbol Sant Vicenç - Bar Mi Casa | PG---   | 33     | 23 | 16 | 1 | 6  | 592 | 523 | 69  |
| 4                                                                   | Handbol Sant Quirze               | GG---   | 31     | 22 | 15 | 1 | 6  | 600 | 530 | 70  |
| 5                                                                   | Joventut Handbol Mataró           | GP---   | 30     | 23 | 15 | 0 | 8  | 610 | 587 | 23  |
| 6                                                                   | Cbm Femenino Elda Prestigio       | PE---   | 25     | 23 | 12 | 1 | 10 | 537 | 533 | 4   |
| 7                                                                   | Handbol Gavà                      | PG---   | 22     | 23 | 10 | 2 | 11 | 554 | 605 | -51 |
| 8                                                                   | Grupo Usa Handbol Mislata         | GG---   | 18     | 23 | 9  | 0 | 14 | 542 | 582 | -40 |
| 9                                                                   | Handbol Sant Joan Despí a         | PG---   | 16     | 23 | 8  | 0 | 15 | 534 | 556 | -22 |
| 10                                                                  | C. H. Amposta (Lagrama)           | GP---   | 14     | 22 | 6  | 2 | 14 | 503 | 568 | -65 |
| 11                                                                  | Bfit Ants Muchoticket Puchi       | PP---   | 14     | 23 | 6  | 2 | 15 | 526 | 589 | -63 |
| 12                                                                  | Avannubo BM la Roca               | GP---   | 13     | 23 | 6  | 1 | 16 | 567 | 611 | -44 |
| 13                                                                  | Jesmon BM Leganes                 | GP---   | 12     | 23 | 6  | 0 | 17 | 545 | 631 | -86 |
| 14                                                                  | Agustinos Alicante                | PE---   | 11     | 23 | 5  | 1 | 17 | 493 | 579 | -86 |
| Fuente: Federación Española de Balonmano (actualización automática) |                                   |         |        |    |    |   |    |     |     |     |

## Clasificación del Grupo D
|                                                                     |                                              | Últimos | Puntos | J  | G  | E | P  | GF  | GC  | DIF  |
| ------------------------------------------------------------------- | -------------------------------------------- | ------- | ------ | -- | -- | - | -- | --- | --- | ---- |
| 1                                                                   | Adesal Córdoba                               | GP---   | 39     | 23 | 19 | 1 | 3  | 630 | 504 | 126  |
| 2                                                                   | Santagadea Sport BM Sanse                    | GP---   | 38     | 23 | 18 | 2 | 3  | 698 | 605 | 93   |
| 3                                                                   | Vino Doña Berenguela BM. Bolaños             | GG---   | 34     | 21 | 17 | 0 | 4  | 602 | 461 | 141  |
| 4                                                                   | Soliss BM Pozuelo de Cva                     | GG---   | 31     | 23 | 14 | 3 | 6  | 621 | 565 | 56   |
| 5                                                                   | Senator Hotels BM. Roquetas Bahía de Almería | PG---   | 29     | 22 | 14 | 1 | 7  | 567 | 525 | 42   |
| 6                                                                   | Ikasa BM Madrid                              | PG---   | 23     | 23 | 11 | 1 | 11 | 604 | 583 | 21   |
| 7                                                                   | Ikersa Urci Almería                          | PP---   | 20     | 23 | 9  | 2 | 12 | 566 | 567 | -1   |
| 8                                                                   | ucam balonmano murcia                        | GG---   | 20     | 23 | 9  | 2 | 12 | 560 | 595 | -35  |
| 9                                                                   | Fuengirola un Sol de Ciudad                  | PG---   | 19     | 22 | 8  | 3 | 11 | 565 | 580 | -15  |
| 10                                                                  | Rincón Fertilidad Málaga Norte               | PG---   | 18     | 23 | 8  | 2 | 13 | 594 | 648 | -54  |
| 11                                                                  | Club Balonmano Getasur                       | PP---   | 15     | 22 | 7  | 1 | 14 | 505 | 534 | -29  |
| 12                                                                  | Universidad de Granada                       | GP---   | 15     | 23 | 7  | 1 | 15 | 538 | 582 | -44  |
| 13                                                                  | BM. Servigroup Benidorm                      | GP---   | 14     | 22 | 7  | 0 | 15 | 566 | 621 | -55  |
| 14                                                                  | Madrid Base Villaverde                       | PP---   | 1      | 23 | 0  | 1 | 22 | 455 | 701 | -246 |
| Fuente: Federación Española de Balonmano (actualización automática) |                                              |         |        |    |    |   |    |     |     |      |